# María Joaquina en la vida y en la muerte
María Joaquina en la vida y en la muerte es una novela del escritor ecuatoriano Jorge Dávila Vázquez, publicada en 1976 y considerada una de las obras más destacadas del autor. La trama narra la obsesión y posterior relación incestuosa entre el dictador José Antonio De Santis y su sobrina María Joaquina, personajes levemente inspirados en Ignacio de Veintemilla y su sobrina Marieta.
La novela tiene una estructura experimental y fragmentada, haciendo uso de distintos narradores que por momentos se transforman en voces colectivas y de constantes saltos en el tiempo. Algunas de las técnicas vanguardistas que utiliza incluyen: el simultaneísmo, el contrapunto, el soliloquio, el flujo de conciencia y el realismo mágico.
Dávila escribió el primer borrador de la novela durante su estadía en el hospital del IESS de Cuenca, donde estuvo internado durante un mes en 1975.

## Recepción

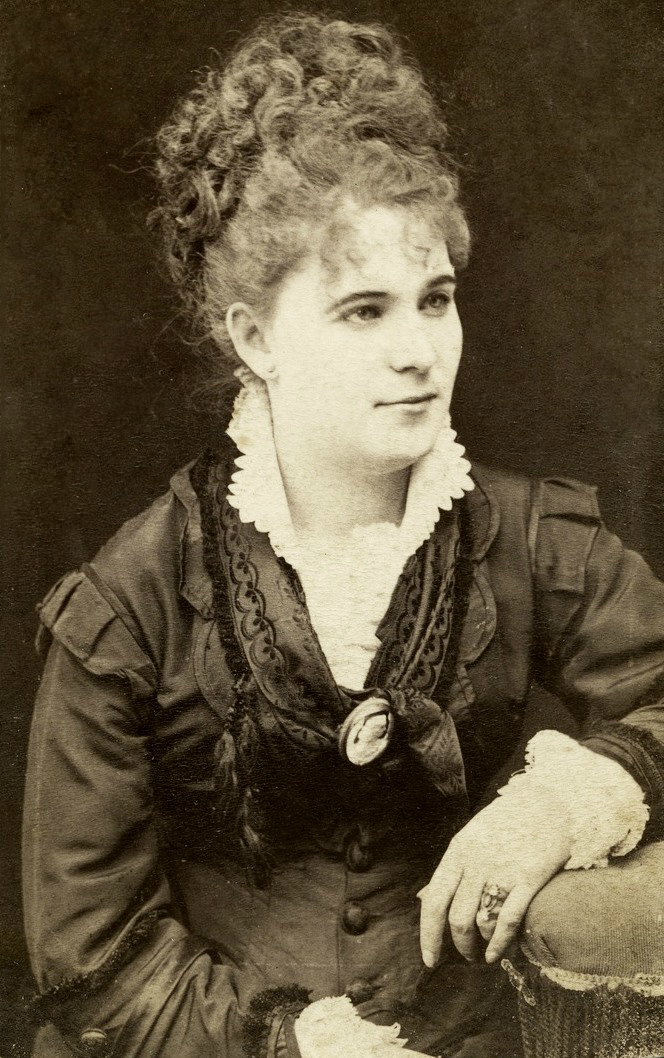
Retrato de Marieta de Veintimilla, en quien Dávila se inspiró para el personaje de María Joaquina

La novela obtuvo el Premio Nacional de Literatura Aurelio Espinosa Pólit en su edición 1976. En su decisión, el jurado destacó el "acierto en la recreación de una época de nuestra historia", "el buen manejo funcional y estético del idioma" y "la utilización acertada de elementos técnicos y de estilo".
El escritor e historiador Juan Valdano alabó el carácter poético de la novela, aseverando que podría ser considerada un "gran poema". El poeta Cristóbal Zapata la calificó como uno de los títulos "emblemáticos, cruciales en el proceso de renovación de la narrativa ecuatoriana". La crítica literaria Cecilia Ansaldo la incluyó como una de las novelas que marcaron la transformación de la narrativa ecuatoriana del siglo XX, opinión compartida por el crítico Antonio Sacoto, quien además afirmó considerarla una de las novelas ecuatorianas más logradas.
La obra fue criticada, incluso calificada como "novela infame", por quienes la consideraron una afrenta a la memoria de la política y escritora Marieta de Veintimilla. Dávila respondió a las críticas recalcando que a pesar de haberse inspirado en personajes reales, la novela constituía enteramente ficción.